# Naungdawgyi
Dabayin Min (tiếng Miến Điện: ဒီပဲယင်းမင်း), thường được gọi là Naungdawgyi (tiếng Miến Điện: နောင်တော်ကြီး, [nàʊɰ̃dɔ̀dʑí]; tháng 8 năm 1734 – 28 tháng 11 năm 1763) là vua thứ nhì của triều Konbaung của Miến Điện. Sinh ra với tên gọi Maung Hlauk và sau này là Hoàng tử Debayin, ông là con trai cả của Alaungpaya, người thành lập triều Konbaung. Ông đã trở thành người sẽ đương nhiên thừa kế ngôi vị từ tháng 4 năm 1752, và đã lên ngôi sang khi phụ hoàng băng hà ngày 11 tháng 5 năm 1760. Naungdawgyi đã đăng quang vào ngày 26 tháng 7 năm 1760 tại Sagaing, và lên ngai vàng tại Shwebo ngày 9 tháng 2 năm 1761.
Đã có nhiều cuộc nổi loạn bùng lên trong thời kỳ trị vì ngắn ngủi của Naungdawgyi, cuộc nổi loạn nghiêm trọng nhất là đợt dưới sự chỉ huy của Myat Htun, một trong các vị tướng của quân đội phụ hoàng ông trở về từ Ayutthaya sau khi vua cha băng hà. Vị tướng này đã chiếm Ava năm 1760 với 12.000 quân với ý đồ khôi phục triều Taungoo.